# Rudolf Nadler
Rudolf Nadler ist ein deutscher Drehbuchautor, Lektor und Übersetzer. Er ist vor allem bekannt durch seine Drehbücher für den Schweizer Filmemacher Marcel Gisler. Das Drehbuch für den Spielfilm Rosie wurde 2013 für den Schweizer Filmpreis nominiert. Nadler ist Mentor in der Drehbuchwerkstatt München/Zürich.

## Filmografie
- 1985: Tagediebe – Darsteller
- 1988: Schlaflose Nächte – Darsteller und Drehbuch
- 1989: Schöne Reise – Drehbuch
- 1993: Die blaue Stunde – Drehbuch
- 1999: De Fögi isch en Souhund (F. est un salaud) – Drehbuch
- 2013: Rosie – Drehbuch